# بیل شورت هاوس
بیل شورت هاوس (انگلیسی: Bill Shorthouse; ۲۷ مهٔ ۱۹۲۲ – ۶ سپتامبر ۲۰۰۸) بازیکن فوتبال اهل بریتانیا بود.
از باشگاه‌هایی که در آن بازی کرده‌است می‌توان به باشگاه فوتبال ولورهمپتون واندررز اشاره کرد.